# Хэ, Сергей
Сергей Хэ, упоминается также как Сергей Хегай, Семён Хегай (15 января 1918 года, Сучан, Ольгинский уезд, Приморская область — 5 апреля 1994 года) — звеньевой колхоза «Полярная звезда» Средне-Чирчикского района Ташкентской области, Узбекская ССР. Герой Социалистического Труда (1949).

## Биография
Родился в 1918 году (по другим сведениям — в 1919 году) в Сучане (сегодня — Партизанск).
Получил неполное среднее образование, окончив в 1935 году пять классов неполной средней школы. С 1936 году трудился на Сучанском известковом заводе. В 1937 году депортирован на спецпоселение в Южно-Казахстанскую область, Казахская ССР.
С 1937 года — рядовой колхозник в колхозе имени Калинина Джалагашского района Кзыл-Ординской области. Во время Великой Отечественной войны был призван на трудовой фронт, трудился на шахтах Подмосковного угольного бассейна. В 1944 году возвратился в Среднюю Азию. С 1944 года — рядовой колхозник, звеньевой рисоводческого звена в колхозе «Полярная звезда» (с 1974 года — колхоз имени Ким Пен Хва) Средне-Чирчикского района Ташкентской области.
В 1948 году звено Сергея Хэ получило в среднем по 81,3 центнеров риса с каждого гектара на участке площадью 5 гектаров. Указом Президиума Верховного Совета СССР от 18 мая 1949 года удостоен звания Героя Социалистического Труда с вручением ордена Ленина и золотой медали «Серп и Молот».
За выдающиеся трудовые достижения по итогам 1949 года награждён в 1950 году вторым Орденом Ленина.
Неоднократно участвовал во Всесоюзной выставке ВДНХ.
Трудился в колхозе «Полярная звезда» до выхода на пенсию в 1974 году. Персональный пенсионер союзного значения.
Скончался в апреле 1994 года. Похоронен на кладбище бывшего колхоза имени Ким Пен Хва.
Награды
- Герой Социалистического Труда
- Орден Ленина — дважды (1949, 1950)
- Две медали ВДНХ.